# Solaria cuspidata
Solaria cuspidata là một loài thực vật có hoa trong họ Amaryllidaceae. Loài này được (Harv. ex Baker) Ravenna miêu tả khoa học đầu tiên năm 1978.